# Sorry I'm Here for Someone Else
Sorry I'm Here for Someone Else è un singolo del cantante statunitense Benson Boone, pubblicato il 27 febbraio 2025 come primo estratto dal secondo album in studio American Heart.

## Video musicale
Un lyric video a supporto del brano è stato reso disponibile in concomitanza con la sua uscita attraverso il canale YouTube dell'artista.

## Tracce
Testi e musiche di Benson Boone, Jack LaFrantz e Jason Evigan.
1. Sorry I'm Here For Someone Else – 2:36

## Formazione
- Benson Boone – voce
- Jason Evigan – batteria, chitarra, tastiere, percussioni, programmazione, produzione, produzione vocale, ingegneria del suono
- Jackson Rau – ingegneria del suono
- Dale Becker – mastering
- Alex Ghenea – missaggio

## Classifiche
| Classifica (2025) | Posizione massima |
| ----------------- | ----------------- |
| Australia         | 34                |
| Austria           | 51                |
| Belgio (Fiandre)  | 9                 |
| Belgio (Vallonia) | 13                |
| Bielorussia       | 2                 |
| Canada            | 8                 |
| Estonia           | 2                 |
| Francia           | 152               |
| Germania          | 45                |
| Irlanda           | 18                |
| Islanda           | 17                |
| Kazakistan        | 3                 |
| Moldavia          | 148               |
| Norvegia          | 24                |
| Nuova Zelanda     | 29                |
| Paesi Bassi       | 32                |
| Regno Unito       | 20                |
| Russia            | 11                |
| Stati Uniti       | 19                |
| Svezia            | 66                |
| Svizzera          | 49                |
| Ucraina           | 95                |

## Date di pubblicazione
| Paese                 | Data             | Formato                      | Etichetta            | Nota   |
| --------------------- | ---------------- | ---------------------------- | -------------------- | ------ |
| Mondo                 | 27 febbraio 2025 | Download digitale, streaming | Night Street, Warner | [ 15 ] |
| Italia                | 28 febbraio 2025 | Contemporary hit radio       | Warner Italy         | [ 16 ] |
| Stati Uniti d'America | 28 febbraio 2025 | Contemporary hit radio       | Night Street, Warner | [ 17 ] |